# Sioux Center
Sioux Center est une ville du comté de Sioux, en Iowa, aux États-Unis. Elle est incorporée le 1er octobre 1891.

## Source de la traduction
- (en) Cet article est partiellement ou en totalité issu de l’article de Wikipédia en anglais intitulé « Sioux Center, Iowa » (voir la liste des auteurs).